# Dolicholobium solomonense
Dolicholobium solomonense är en måreväxtart som beskrevs av Elmer Drew Merrill och Lily May Perry. Dolicholobium solomonense ingår i släktet Dolicholobium och familjen måreväxter. Inga underarter finns listade i Catalogue of Life.